# John Ellis Martineau
Pour les articles homonymes, voir Martineau.
John Ellis Martineau, né le 2 décembre 1873 dans le comté de Clay (Missouri) et mort le 6 mars 1937 à Little Rock (Arkansas), est un homme politique démocrate américain. 
Il est gouverneur de l'Arkansas entre 1927 à 1928.

## Biographie
Né le 2 décembre 1873, dans le comté de Clay, dans le Missouri de Sarah Hetty Lamb et Gregory Martineau, un fermier récemment arrivé du Québec.